# Hydrachnidae
Hydrachnidae zijn  een familie van mijten. Bij de familie zijn één geslacht met circa 130 soorten ingedeeld.

## Taxonomie
De volgende taxa zijn bij de familie ingedeeld:
- Geslacht Hydrachna O. F. Müller, 1776
  - Hydrachna baculoscutataa Crowell, 1960
  - Hydrachna canadensisa Marshall, 1929
  - Hydrachna conjectaa Koenike, 1895
  - Hydrachna crenulataa Marshall, 1930
  - Hydrachna cruentaa Muller, 1776
  - Hydrachna geographicaa Muller, 1776
  - Hydrachna hesperiaa Lundblad, 1934
  - Hydrachna hungerfordia Lundblad, 1934
  - Hydrachna hutchinsonia Lundblad, 1934
  - Hydrachna leegeia Koenike
  - Hydrachna magniscutataa Marshall, 1927
  - Hydrachna marshallaea Lundblad, 1934
  - Hydrachna microscutataa Marshall, 1929
  - Hydrachna miliariaa Berlese, 1888
  - Hydrachna mystomirabilisa Habeed, 1954
  - Hydrachna rotundaa Marshall, 1930
  - Hydrachna stipataa Lundblad, 1934